# Styela glans
Styela glans är en sjöpungsart som beskrevs av William Abbott Herdman 1881. Styela glans ingår i släktet Styela och familjen Styelidae. Inga underarter finns listade i Catalogue of Life.